# Per-Olov Johansson
Per-Olov Johansson, är en svensk ekonom och professor emeritus i nationalekonomi vid Handelshögskolan i Stockholm.
Per-Olov Johansson doktorerade vid Umeå universitet. Han var professor i nationalekonomi med särskild särskilt hälsoekonomi vid Handelshögskolan i Stockholm 1992-